# 阿片受体

人类κ-阿片受体与拮抗剂 JDTic（图中央，类似4-苯基哌啶的芳香环结构）复合的动态图

阿片受体又称类阿片受体、阿片類受體、類阿片受器，是一组以类阿片为配体的抑制性G蛋白偶联受体。
内源性类阿片（endogenous opioids）物质包括强啡肽、脑啡肽、内啡肽、内吗啡肽和 痛敏肽。 阿片受体与生长抑素受体（SSTRs）有约40%的相似性。阿片受体广泛分布于脑、脊髓、外周神经元和消化道。